# Gabaon
Gabaon (àrab: جبعون, Jabaʿūn; hebreu: גבעון‎) fou una antiga ciutat de Palestina. Les excavacions estableixen que fou fundada vers el 3000 aC i va servir de fortalesa per controlar la vall d'Aialon que portava a la plana costanera de Canaan; fou una de les quatre ciutats del hivites i capital del regne dels hivites, i els seus habitants són descrits com a bons combatents (Josuà 10:2); no s'han trobat signes de destrucció de la ciutat.
Suposadament, segons la Bíblia, Josuè la volia atacar però als habitants es van declarar estrangers com els israelites i van fer un tractat de pau i d'aliança. Després del tractat els reis amorites de Jerusalem, Hebron, Jarmuth, Lachish i Eglon van formar una lliga i van atacar Gabaon; la ciutat va demanar ajut als jueus, que la van enviar amb 4000 soldats que van marxar de nit des Gilgal i van atacar a la lliga de reis derrotant-la i obligant als amorites a retirar-se cap a l'oest a Makkedah a la vall d'Aialon (i més tard a la plana de Bethoron) on van morir més amorites que en combat.
Més tard, quan Josuè va saber que els gabaonistes eren cananeus i no estrangers, els va obligar a esdevenir aiguaders (portadors d'aigua) i llenyataires als serveis dels israelites. Aquests van permetre als habitants de la ciutat viure a Cefirah, Beeroth i Kiriathkarim amb altres cananeus i Gabaon fou ocupada i fou assignada a la tribu de Benjamí essent llavors poblada per levites. A la mort de Saül els generals Abner i Joab, (els respectius comandants de Saül —i del seu fill Ishbosheth— i David) van tenir una trobada a la ciutat La batalla de la llacuna de Gabaon va donar la victòria a Joab (Joab ben Zeruiah); el lloc es va dir des de llavors Helkath Hazzurim (Camp d'espases). Durant el regnat de David fou part del regne unificat d'Israel i Judà i la ciutat va participar en la revolta contra el rei sota la direcció d'un agitador anomenat Sheba; el cap general de la revolta, Amasa, fou perseguit per Joab, general de David, fins a Gabaon, on el va matar i el seu cadàver va quedar al mig del carrer. Durant una epidèmia de fam que va durar tres anys, David va consultar al seu deu al fet que era degut i se li va dir que per causa que el rei Saül havia matat als gabaonites o els havia expulsat, i per esmenar l'error hauria de permetre que els gabaonites matessin a set successors mascles de Saül a la veïna Gibeah.
El rei Salomó va fer una sacrifici a la plaça major de Gabaon i suposadament se li va aparèixer deu en somnis i li va dir que podia demanar qualsevol cosa, i Salomó va respondre que li donés la facultat de governar acertadament i distingir el bé del mal.
La ciutat fou usada en els segles següents com a centre religiós amb un tabernacle que més tard fou traslladat a Jerusalem. No torna a ser esmentada fins al 600 aC quan el profeta Jeremies parlava de la destrucció de Jerusalem pels babilonis mentre el profeta de Gabaon, Ananies, predicava la condemnació de Nabucodonosor II. La ciutat es va lliurar de ser destruïda pels babilonis, i durant l'exili va continuar essent habitada.
Flavi Josep situa la ciutat propera a Jerusalem, però dona diverses distàncies. Eusebi diu que era a uns 6 km a l'oest de Betel, però Sant Jeroni la situa a la mateixa distància però a l'est; probablement aquesta darrera indicació és errònia. Hom pensa que és la moderna Al-Jib, que té algunes restes antigues; una font d'aigua, i aquesta aigua marxa cap a una cisterna que es feia servir com a reserva, i que encara es pot veure. La ciutat també emmagatzemava molt de vi, probablement el principal producte cultivat.